# Paramelita
Paramelita là một chi động vật giáp xác thuộc họ Paramelitidae. Chi này có các loài sau:
- Paramelita barnardi
- Paramelita flexa